# ウィリアム・ウェア
ウィリアム・ウェア(英語:William Ware、1797年8月3日 - 1852年2月19日)は、アメリカ合衆国の作家、牧師。

## 経歴
マサチューセッツ州のヒンガムに生まれた。1816年にハーバード大学を卒業した後、ユニテリアンの聖職に就き、主にニューヨーク、後にマサチューセッツで説教を行った。
主に2つの歴史ロマン『Zenobia, or the Fall of Palmyra』（初版は『Letters from Palmyra』、1836年と1837年）と『Aurelian』（初版は『Probus』、1838年）を執筆し、文学的な評価を得た。
ジャレッド・スパークスの The Library of American Biography に Life of Nathaniel Bacon を寄稿している。ワシントン・オールストンの作品と才能についての講義は1852年に印刷された。彼の著作は1904年に出版された。
1852年2月19日、マサチューセッツ州ケンブリッジにて54歳で亡くなった。

## 関連リンク
- ウィリアム・ウェアの作品 （インターフェイスは英語）- プロジェクト・グーテンベルク
- ウィリアム・ウェアに関連する著作物 - インターネットアーカイブ
- The papers of William Ware are in the Andover-Harvard Theological Library at Harvard Divinity School in Cambridge, Massachusetts.